# Růžena Košková-Krásná
Růžena Košková, provdaná Krásná (22. června 1921, Český Dub – 13. července 2012) byla československá národně socialistická politička, politická vězeňkyně a obhájkyně lidských práv. Byla pronásledována komunistickým režimem a jedenáct let byla vězněna z politických důvodů. V 50. letech 20. století byla souzena v politickém monstrprocesu Kolín, Weiland a spol.

## Život a činnost
Růžena Košková absolvovala obecnou školu, měšťanku a obchodní školu. V roce 1938 vstoupila do Československé strany národně socialistické (ČSNS). Během okupace byla totálně nasazena v Německu. Po druhé světové válce se aktivně zapojila do politické činnosti a stala se krajskou tajemnicí Československé strany národně socialistické v Liberci. V této funkci působila až do únorového převratu v roce 1948, v důsledku kterého musela změnit zaměstnání. Až do svého zatčení v roce 1949 byla zaměstnána v podniku Sklo a porcelán v Liberci.

### Zatčení a žaloba
Zatčena byla krátce před Vánoci 19. prosince 1949 ve svém zaměstnání. Následně byla eskortována do vazební věznice v Liberci, kde jí bylo oficiálně sděleno její zatčení. Obviněna a následně odsouzena byla z trestného činu velezrady a vyzvědačství k odnětí svobody na dobu 22 let. Navíc jí byl uložen peněžní trest ve výši 10 000 Kčs a došlo ke konfiskaci celého jejího majetku. Také ztratila čestná práva občanská na dobu 10 let.
Konkrétně byla viněna z toho, že se po únorovém převratu ilegálně stýkala s bývalými členy strany národně socialistické a lidové a že pořádala ve svém bytě tajné schůzky, kterých se účastnili také obžalovaní Kolín, Weiland, Eminger a Artl.

### Vězení, osud po propuštění do druhého soudu
Mezi lety 1950 až 1952 byla vězněna v Krajské soudní věznici v Praze. Následně byla převezena do ženské věznice v Pardubicích, kde zůstala až do svého propuštění na svobodu v květnu 1960 na amnestii prezidenta republiky. Na základě rozhodnutí Krajského soudu v Praze jí byl prominut zbytek trestu odnětí svobody v délce 11 let 7 měsíců a 10 dnů pod podmínkou, že se po dobu 10 let nedopustí žádného trestného činu. Dále jí byl odpuštěn trest ztráty čestných práv občanských.
V roce 1961 se provdala za jednoho z politických vězňů, Františka Krásného.
Po svém propuštění byla sledována StB. Ministerstvo vnitra také vyslýchalo její spolupracovníky v rámci zákonného opatření. Na základě protokolů byla v roce 1965 proti Růženě Koškové-Krásné vznesena žaloba.

### Druhý soud
Druhé obvinění proti Růženě Koškové-Krásné bylo vzneseno v roce 1965. Byla viněna z toho, že od roku 1961 do roku 1965 vedla na pracovišti mezi zaměstnanci pobuřující hovory proti společenskému a státnímu zřízení v Československu.
V rámci procesu byli vyslechnuti Čeněk Baloun, Anna Humlová, Vojtěch Bílek, Václav Fiala, Irena Jelínková, Helena Klímová, Antonie Novotná, Rudolf Trsek, Ludmila Divišová, Božena Polívková a Dagmar Růžičková. Jejich výpovědi se neshodovaly. Baloun, Bílek, Klímová a Humlová mluvili o Růženě Koškové-Krásné negativně. Obviňovali ji z vedení pomlouvačných hovorů proti republice. Ostatní ji popisovali jako pracovitou ženu, která se bavila jen o běžných každodenních problémech.
Hlavní líčení se konalo 31. března 1966. Soud dospěl k závěru, že se obviněná trestné činnosti nedopustila a zprostil ji žaloby. Po této nepříjemné zkušenosti Růžena Košková-Krásná opustila zaměstnání a našla si novou práci v podniku Ústřední sklady města Prahy.
Od roku 1985 žila opět v Liberci.

### Po revoluci 1989
Po sametové revoluci v roce 1989 se aktivně zapojila do činnosti bývalých politických vězňů a společně s Miroslavem Emingerem založili libereckou pobočku Konfederace politických vězňů. V roce 1990 byla zvolena předsedkyní Československé strany národně sociální–Strany národně socialistické. Byla zakládající signatářkou Pražské deklarace o svědomí Evropy a komunismu.

Růžena Košková-Krásná zemřela 13. července 2012 ve věku 91 let.

## Uznání
- Cena Václava Bendy (2010) [6]